# Blue John Canyon

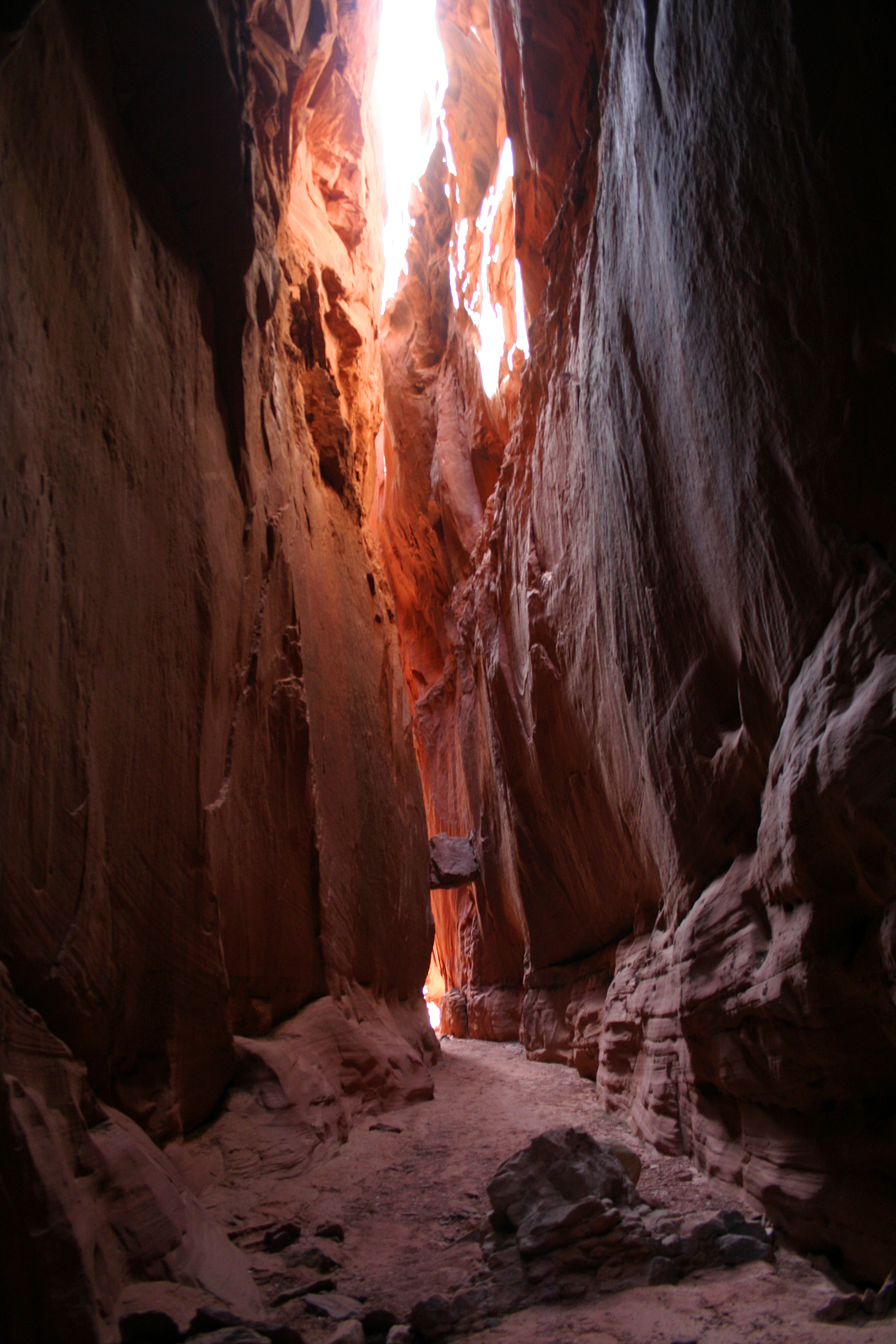
Principal confluência do Cânion Blue John

Blue John Canyon é um  slot canyon no leste do Condado de Wayne, Utah, sudoeste da Unidade de Horseshoe Canyon de Parque Nacional de Canyonlands e 42 quilômetros ao sul do Green River. É um afluente do Horseshoe Canyon.
Blue John Canyon chamou a atenção internacional em 2003 porque foi o lugar onde Aron Ralston foi forçado a amputar o seu antebraço direito com um canivete multi-uso depois do braço ter ficado preso por uma pedra. 
- Blue John Canyon no www.utah.com.